# 犯罪心理 (第十二季)
《犯罪心理》第12季共有22集，于2016年9月28日上映，2017年5月10日结束，标志着托馬斯·吉布森在该剧的最后一次出演。

## 作品

### 进展
在2016年九月28日，犯罪心理 更新了有22集的第十二季。 该剧将于2016年9月28日公映。 整个剧组回归本季，除了 Shemar穆尔 (德里克摩根)，他已于第十一次季期间离开本剧。